# 安忒洛斯
安忒洛斯（希臘語：Ἀντέρως）是希腊神话中的情欲之神，为相爱与温情的象征。
战神阿瑞斯和爱神阿佛洛狄忒的儿子，厄洛斯的兄弟。
小行星1943正是以安忒洛斯之名命名。